# Gene Cipriano
Gene Fred Cipriano (* 6. Juli 1928 in New Haven, Connecticut; † 12. November 2022 in Studio City, Los Angeles, Kalifornien) war ein US-amerikanischer Jazz- und Studiomusiker (Tenorsaxophon, Oboe, Fagott, Flöten, Englisch Horn, Bassklarinette), der zu den meistbeschäftigten Musikern im Studiobetrieb Hollywoods gehörte.

## Leben
Cipriano, dessen Vater Theatermusiker war, begann seine Karriere als Saxophonist Ende der 1940er-Jahre in den Swing-Bands von Tony Pastor und Tex Beneke, mit denen erste Aufnahmen entstanden. Im folgenden Jahrzehnt spielte er auch bei Tommy Dorsey, Ray Anthony, Pete Rugolo, John Towner Williams und Buddy Collette; außerdem wirkte er bei Aufnahmen von Patti Page, Keely Smith, Mel Tormé, Anita O’Day und Ella Fitzgerald mit. Seit den 1960er-Jahren war Cipriano vorwiegend als Studiomusiker beschäftigt, u. a. bei Frank Sinatra, Natalie Cole, Elvis Presley, Judy Garland, Rosemary Clooney, Frank Zappa (Lumpy Gravy) und zahlreichen Filmmusiken von Henry Mancini, solistisch zu hören in Hatari und Baby Elephant Walk sowie als Musikdouble von Tony Curtis in Billy Wilders Manche mögen’s heiß.
Anfang der 1960er-Jahre spielte er unter eigenem Namen das Livealbum Gene Cipriano at the House of Cards (Conquest) ein. Ferner wirkte er im Bereich des Jazz in dieser Zeit bei Aufnahmen von Cal Tjader, Erroll Garner, Miles Davis/Gil Evans (The Time of the Barracudas, 1963), Irene Kral, Johnny Mandel, Shorty Rogers, Carmen McRae, Thelonious Monk (Monk’s Blues, 1969) und Jean-Luc Ponty (King Kong: Jean-Luc Ponty Plays the Music of Frank Zappa) mit. In den 1970er- und 80er-Jahren arbeitete er u. a. mit Alice Coltrane, Peggy Lee, Buell Neidlinger, Harry Nilsson, Prince (Parade) und Tom Waits. 2006 erschien unter seinem Namen die Doppel-CD Gene Cipriano: First Time Out, die von Bill Hughes und Tom Ranier produziert wurde; auf diesem Album spielte er, wie Marc Myers betont, alle Soli.
Nach Angaben von Tom Lord war er zwischen 1947 und 2014 alleine im Bereich des Jazz an 145 Aufnahmesessions beteiligt. Cipriano wirkte seit 1959 bei fast allen Verleihungsfeiern des Academy Awards mit.